# 銀の黄昏教団マスターたち
銀の黄昏教団マスターたち（ぎんのたそがれきょうだんマスターたち、Masters of the Silver Twilight）は、クトゥルフ神話に登場する架空の組織（テーブルトークRPGオリジナル設定）。

## 概要
1657年に設立された組織。ルルイエを浮上し、クトゥルフを復活させて人類の大量虐殺を実行しようとする。
ボストンの友愛団体「銀の黄昏錬金術会」を隠れ蓑にしている。市の名士が多数入会しているが、彼ら一般会員には何も知らされていない。
指導者は魔術師カール・スタンフォード。創設者はスコットランドの魔女、アン・シャトレーヌ。
ルルイエを浮上させる企てが失敗した銀の黄昏教団はほとんどの幹部が死亡し、壊滅的な打撃を受けた。かろうじてフランスに逃げ戻ったシャトレーヌはニトクリスの助力によって再起し、ファッションデザイナーになった。

## 登場作品

### 関連ゲーム作品
- ジョン・スコット・クレグ - 「キャニッチの魔女団」（第一期サプリメント『ヨグ＝ソトースの影』）
- マーク・ハッチソン - 「銀の黄昏錬金術会」（第一期サプリメント『ヨグ＝ソトースの影』）

### 二次資料
- ダニエル・ハームズ　『エンサイクロペディア・クトゥルフ』　坂本雅之訳、新紀元社、2007年2月26日、ISBN 978-4-7753-0531-7。